# Planeta hicéano

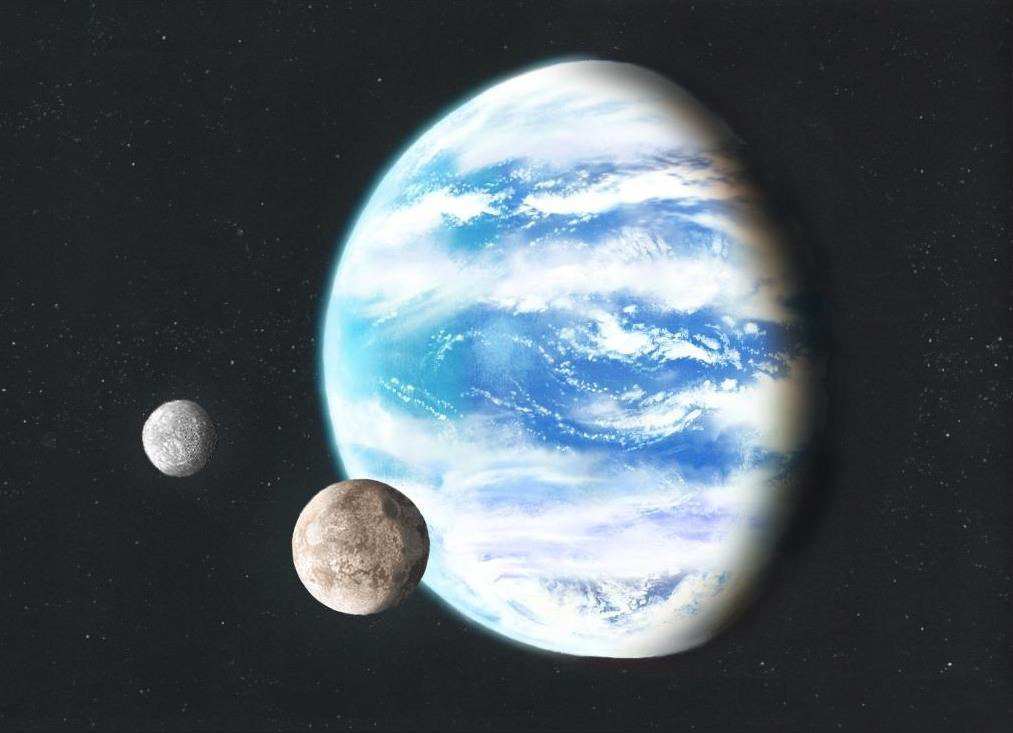
Hipotético planeta hiceánico con dos satélites naturales (representación artística).

Un planeta hicéano (acrónimo de las palabras «hidrógeno» y «océano»), es un tipo hipotético de planeta habitable descrito como un planeta caliente, oceánico y con una atmósfera rica en hidrógeno, que posiblemente sea capaz de albergar vida.
Según los investigadores, los planetas hicéanos, en función de su densidad, pueden incluir supertierras rocosas, así como minineptunos (por ejemplo K2-18b y TOI-1231b) y en consecuencia, se espera que sean numerosos en relación con la población de exoplanetas.
Los planetas hicéanos pueden ser «significativamente más grandes comparados con anteriores consideraciones de planetas habitables, con radios tan grandes como 2,6 R🜨 (2,3 R🜨) para una masa de 10 M🜨 (5 M🜨)». Además, la zona de habitabilidad (HZ) de tales planetas puede ser «significativamente más amplía que la HZ de tipo terrestre». La temperatura del equilibrio planetario puede ser tan alta como 500 K aproximadamente (227 °C; 440 °F) para «estrellas enanas M tardías».
Además, los planetas bloqueados por acoplamiento de marea pueden ser mundos hicéanos «oscuros» (con «condiciones habitables sólo en sus lados permanentemente nocturnos») o bien mundos hicéanos «fríos» (con «radiación insignificante»). Los planetas hicéanos pronto podrán ser estudiados en busca de biofirmas mediante telescopios terrestres y telescopios espaciales como el telescopio espacial James Webb (JWST), cuyo lanzamiento se produjo el 25 de diciembre de 2021.